# 起立性低血圧
起立性低血圧（きりつせいていけつあつ、英: orthostatic hypotension）は、低血圧の一種で、安静臥床後起立した際に血圧の低下（一般的には起立後3分以内に収縮期血圧で20mmHg以上、拡張期血圧で10mmHg以上の低下）が見られるもの をいう。急に立ち上がった時に起こる症状として、ふらつき、めまい、頭痛、複視または視野狭窄・眼前暗黒感、四肢あるいは全身のしびれ（異常感覚）、気が遠くなるなどで、まれに血管迷走神経反射性失神を起こすこともある。すべて血圧維持が不充分なために脳血液灌流量が不足する結果起こる症状である。

## 分類
2つに大別される。
1. 本態性（非神経原性）
  - 薬剤性起立性低血圧
2. 症候性（神経原性）
  - 特発性自律神経障害
  - 二次性自律神経障害

## 解説
起立性低血圧は、一次的には重力によって血液が下肢に溜まってしまうことが原因で起きる。それによって静脈還流が損なわれ、その結果（スターリングの法則により）心拍出量が減少して動脈圧が低下するのである。例えば臥位から立位になると、胸郭から約700mlの血液が失われる（全循環血液量は安静時で5000ml/分であるといわれている）。その時収縮期血圧は低下するが、拡張期血圧は上昇することになる。しかし結果として、心臓よりも高い位置にある末梢への血液灌流量は不充分なものになるのである。
しかし血圧の低下はすぐに圧受容体のトリガーとなって血管収縮を起こし（圧受容器反射）血液がくみ上げられるので、正常生体内では血圧はそれほどは低下しない。したがって、起立後に血圧が正常より低下するにはさらに二次的な原因が求められる。その原因とは血液量の減少、何らかの疾患、薬物使用、あるいは稀ではあるが安全ベルトなどである。

### 循環血液量減少
体内の循環血液量が減少することによって、起立性低血圧が起こることがある。その原因としては出血、利尿薬の過剰内服、血管拡張薬その他の薬剤の使用、脱水、長期の臥床などがある。また貧血の場合でも起こりうる。

## 原因

### 症候性
症候性は多彩な疾病の症候として現れる。
1. 特発性自律神経障害
  1. 純粋自律神経失調（純粋自律神経不全症、Bradbury-Eggleston症候群[5]）
  2. 多系統萎縮症（シャイ・ドレーガー症候群）
  3. 自律神経障害を伴うパーキンソン病あるいはレビー小体型認知症
2. 二次性自律神経障害
  1. 加齢
  2. 自己免疫疾患 - ギラン・バレー症候群、混合性結合組織病、関節リウマチ、ランバート・イートン症候群、全身性エリテマトーデス
  3. 腫瘍性自律神経ニューロパチー
  4. Central brain lesions - 多発性硬化症、ウェルニッケ脳症、視床下部や中脳の血管病変、腫瘍
  5. ドーパミンβ-水酸化酵素欠損症
  6. Familial hyperbradykinism
  7. 全身性疾患 - 糖尿病、アミロイドーシス、アルコール中毒、腎不全
  8. 遺伝性感覚性ニューロパチー
  9. 神経系感染症 - 後天性免疫不全症候群、シャーガス病、ボツリヌス中毒症、梅毒
  10. 代謝性疾患ビタミン - ビタミンB12欠乏症、ポルフィリン症、ファブリー病、タンジール病
  11. 脊髄病

### 薬剤性
何らかの疾病治療薬の副作用として現れる事が多い。
1. 薬剤性及び脱水症性
  1. 利尿薬
  2. 交感神経α受容体遮断薬
  3. 中枢性α2受容体刺激薬
  4. アンジオテンシン変換酵素阻害薬（ACE阻害薬）
  5. 抗うつ薬 - 三環系抗うつ薬、セロトニン阻害薬
  6. 飲酒（アルコール）
  7. 節遮断薬
  8. 精神神経作用薬剤 - Haloperidol、levomepramazine、chlorpromazine等
  9. 硝酸薬
  10. 交感神経β受容体遮断薬（β遮断薬）
  11. カルシウム拮抗剤
  12. その他（Papaverine等）

高血圧症治療薬や三環系やモノアミン酸化酵素阻害薬などの抗うつ薬の副作用として起こることがある。マリファナの短期間使用による副作用で起こることもある。α1アドレナリン遮断薬（α1ブロッカー）の副作用でも起こることがある。α1ブロッカーは正常なら起立時に圧受容体反射で起こる血管収縮を阻害するので、その結果血圧が低下してしまう。

### 安全ベルト
安全ベルトの使用の結果、落下事故の際に起立性低血圧が起きることがある。安全ベルトのおかげで落下を防ぐことはできるが、通常の安全ベルトや登山用ハーネスの脚部分の環が、下肢からの血液還流を阻害してしまい、血圧が低下することがある。

### その他の危険因子
起立性低血圧を起こしやすいのは、高齢者、産褥期、長期ベッド臥床者、10代の人（短期間に著しく成長するため）などである。神経性食思不振症（拒食症）や神経性大食症（過食症）の人をはじめ、精神疾患の合併症としてよく起こる。アルコール摂取は、脱水効果があるために起立性低血圧を起こすことがある。

## 治療と対処
低血圧に対する治療薬がある。さらに多くの生活改善法があるが、その多くは特定の原因の起立性低血圧に対するものである。
起立性低血圧の治療によれば
- 適切な水分と塩分の摂取量を維持していくこと
- 必要に応じて補助療法としてミドドリン（英語版）を投与すること
- 必要に応じて補助療法としてフルドロコルチゾンを投与すること
- 失神回避法（Physical Counterpressure Maneuvers）の導入
- 静脈貯留を減少するために腹帯もしくは弾性ストッキングの使用
- 体液量を増加させるために上半身を高く保持した姿勢（＞10°）での睡眠

### 薬物療法
起立性低血圧の治療に用いられる薬剤としては、フルドロコルチゾン（商品名フロリネフ）、エリスロポエチン（体液量維持のために用いる。日本での適応はない）、アメジニウム（商品名リズミック）やミドドリン（商品名メトリジンなど）のような血管収縮薬などがある。臭化ピリドスチグミン（商品名メスチノン）も近年起立性低血圧治療に効果があるとの報告がある（日本での適応はない）。
| 薬物                             | 商品名         | 作用機序                   |
| -------------------------------- | -------------- | -------------------------- |
| フルドロコルチゾン（0.1〜0.3mg） | フロリネフ     | 循環血液量の増加           |
| エリスロポエチン（6000単位）     | エポジンなど   | 循環血液量の増加           |
| デスモプレシン                   | デスモプレシン | 循環血液量の増加           |
| ジヒドロエルゴタミン（36mg）     | ジヒデルゴット | 静脈の交感神経刺激         |
| ミドドリン（4〜8mg）             | メトリジン     | 直接的α1 刺激              |
| アメジニウム（20mg）             | リズミック     | ノルアドレナリン再吸収阻害 |
| ドロキシドパ（600〜900mg）       | ドプス         | ノルアドレナリンの前駆物質 |
| クロニジン（0.225〜0.45mg）      | カタプレス     | 部分的α2刺激               |
| オクトレオチド                   | サンドスタチン | 食後低血圧の予防           |
| β遮断薬                          |                | 血管拡張、頻脈の抑制       |
| ピリドスチグミン                 | メスチノン     | 節前線維神経伝達改善       |

メトプロロールなどのβアドレナリン遮断薬（βブロッカー）も治療に用いられる（日本での適応はない）。
選択的セロトニン再取り込み阻害薬 (SSRI) やセロトニン・ノルアドレナリン再取り込み阻害薬 (SNRI) も多くの例で有効である。アデラール（日本では未発売の薬剤）やメチルフェニデート（商品名リタリン）などの中枢神経刺激薬が助けになる場合もある。ベンゾジアゼピン系薬物もよく処方される。

### 漢方薬治療
学校の朝礼で倒れる、排便後立ちくらみがあるなど軽度の起立性低血圧に対して漢方薬で症状緩和をすることがある。半夏白朮天麻湯（はんげびゃくじゅつてんまとう、ツムラ37番）がよく用いられる。半夏白朮天麻湯を1ヶ月ほど使用しても改善がない場合は真武湯（しんぶとう、ツムラ30番）を用いることがある、真武湯は高齢者の様々な症状緩和でよく用いられる漢方薬で子供に使用するのは稀である。
五苓散エキス顆粒（医療用）（ごれいさんエキス、ツムラ17番）なども処方される。

## 予後
起立性低血圧の予後は、原因が何であるのかによって異なってくる。